# أكل لحوم البشر في الصين
إن ممارسة أكل لحوم البشر (喫 人) لديها تاريخ طويل وغريب في الصين. وفقا لـ Key Ray Chong ، في حين أن الصينيين لا يختلفون بشكل خاص عن الثقافات الأخرى عندما يتعلق الأمر بممارسة «أكل لحوم البشر الأحياء»، فالشعب الصيني هو الشعب الوحيد الذي يطلق علي تلك الممارسة مصطلح «أكل لحوم البشر». إن مصطلح أكل لحوم البشر، كما يطلق عليها Key Ray Chong ، هو عكس نظيرته ذات الوجه البعيد، ويعتبر على نطاق واسع «تعبيراً عن الحب والكراهية، وامتداد غريب للعقيدة الكونفوشيوسية».

## أكل لحوم البشر من أجل تقدير الطهي
في العصور القديمة، كان يمارس أكل لحوم البشر في الصين كنوع من التقدير الطهوي.تم إعداد أطباق غريبة للطبقات الاجتماعية من الدرجة العليا المتراخية في أوقات الصحة والمرض.وفقا للمؤرخ Jitsuzo Kuwabara ، كانت الطرق التالية الأكثر شيوعا للطهي البشري:
-تقطيع اللحوم وتجفيفها
-تُغلي في الحساء
-فرم وتقطيع اللحوم
-ثم تجفيفها
كان فرم وتقطيع اللحوم أيضا عقابًا في الصين القديمة. في أواخر القرن التاسع عشر، لم يكن من المعتاد على الجلادين الصينيين أن يأكلوا قلب وأدمغة المجرمين الذين تم إعدامهم. فضلا عن تناول بعض اللحم لأسباب صحية، باعوا ما تبقى من أجل الربح. في عام 2006، أكد مكتب الأمن العام ووسائل الإعلام المحلية في لانتشو اكتشاف ذراعي بشريين«مختلطين مع الزنجبيل والفلفل الحار» في مدفن لانتشو.